# 拉依克·拉斯洛
拉依克·拉斯洛（1909年5月8日—1949年10月17日）是匈牙利共产党领导人，1949年被以铁托分子、间谍特务、阴谋复辟资本主义等罪名判处死刑。
拉依克早年加入匈牙利共产党，因政治立场而遭到大学的开除。在第二次世界大战时期在匈牙利参加地下党活动，并被捕，直到苏联军队攻入匈牙利。在匈牙利共产党掌握政权之后，拉依克担任内务部长，后担任外交部长。

## 生平
1931年加入匈牙利共產黨。1937年參加西班牙國際縱隊，任匈牙利營政委兼黨組織書記，加入西班牙共產黨。1941年回國，旋即被捕入獄。1944年9月獲釋，年底又被匈牙利法西斯組織箭十字黨逮捕，送往德國集中營。
1945年5月獲釋回國。先後任匈牙利共產黨中央政治局委員、書記處書記、布達佩斯市委書記、中央副總書記。1948年8月後，匈共與社會民主黨合併為匈牙利勞動人民黨，當選為政治局委員、書記處書記。1949年5月遭誣陷為托洛茨基間諜集團的首要分子，被開除黨籍、入獄，並於同年10月15日遭處決。1955年恢復名譽。